# Oliver L. Austin
Oliver Luther Austin, Jr. (* 24. Mai 1903 in Tuckahoe, New York; † 31. Dezember 1988 in Gainesville, Florida) war ein US-amerikanischer Ornithologe.

## Leben
Austin war der Sohn von Oliver Luther Austin, Sr. und dessen Frau Elizabeth Wise. Sein Vater war Chirurg. 1921 beendete Austin die High School und ab 1923 studierte er Biologie an der Wesleyan University in Connecticut, wo er 1926 seinen Bachelor-Abschluss machte. Im selben Jahr wechselte er zur Harvard University und wurde Assistent am Museum of Comparative Zoology (MCZ). Während seiner Zeit an der Wesleyan arbeitete er im Labor von Charles William Beebe in Britisch-Guayana. 1927 nahm er als Naturforscher an der Mason-Blodgett-Expedition teil und sammelte für das MCZ Vögel und andere Tiere auf der Halbinsel Yucatán und in Britisch-Honduras. Von 1927 bis 1928 absolvierte er mit seinem Vater eine Segelexkursion um Labrador, Kanada, und verwendete das gesammelte Material für seine 1932 vom Nuttall Ornithological Club veröffentlichten Doktorarbeit The Birds of Newfoundland and Labrador, mit der er 1931 an der Harvard University in Ornithologie promoviert wurde.
1930 wechselte er zum Bureau of Biological Survey in Minnesota und führte zusammen mit Florence Augusta Merriam Bailey und ihrem Mann Vernon Orlando Bailey Freilandstudien durch. Während der Great Depression zog er mit seiner ersten Frau Elizabeth, geborene Schling, mit der er von September 1930 bis zu ihrem Tod im Jahr 1977 verheiratet war, nach New York City, wo sie mit Gelegenheitsjobs ihren Lebensunterhalt verdienten. Bald darauf zogen sie auf die Halbinsel Cape Cod, wo Austin 1929 mit seinem Vater eine Vogelwarte in Wellfleet gegründet hatte. Dort bauten sie eine Orchideenzucht auf und boten Bridgespiele gegen Bezahlung an. Auf Cape Cod studierte er die Seeschwalben und bildete die jungen Ornithologen an der Vogelwarte aus. 
Zu Beginn des Zweiten Weltkriegs trat Austin in die Marine ein, wo er als Offizier im Südpazifik diente. Wenn immer er an Land kam, nutzte Austin die Gelegenheit zum Sammeln von Proben, die er an das Museum of Comparative Zoology schickte. Darunter befanden sich auch zwei Flughundtaxa von den Salomonen, die neu für die Wissenschaft waren, Pteropus austini (Lawrence, 1945) von Guadalcanal (heute mit Pteropus woodfordi synonymisiert), und eine Flughund-Unterart von den Treasury-Inseln. Am Ende des Krieges war Austin für fast ein Jahr in Korea stationiert, wo er weiter sammelte und 1948 die Schrift The Birds of Korea veröffentlichte. 1946 wurde er im Stab von General Douglas MacArthur nach Japan versetzt, wo er bis Ende 1949 für die Organisation und Leitung der Wildtierabteilung der Besatzungstruppen verantwortlich war. Austin lernte mehrere japanische Biologen, darunter Marquis Kuroda Nagahisa, kennen und freundete sich mit ihnen an. Als Import aus Japan brachte er die ersten Japannetze in die Vereinigten Staaten. Er entwarf eine Reihe von Bestimmungen, Gesetzen und Strafen für die Jagd und den Naturschutz, die anschließend von der japanischen Regierung übernommen wurden und noch heute in Kraft sind. 
1950 kehrte Austin nach Cape Cod zurück und erhielt ein Guggenheim-Stipendium. In Zusammenarbeit mit Kuroda schrieb er 1953 The Birds of Japan, Their Status and Distribution, das zum Bestseller wurde. Anschließend zog die Familie nach Montgomery, Alabama, wo Austin als Professor für Zoologie an der Air University auf der Maxwell Air Force Base tätig war. In den darauffolgenden Jahren gab er auch Publikationen für verschiedene Zweige des Militärs heraus. In den Jahren 1955 und 1956 war er für vier Monate Mitglied der Expedition Operation Deep Freeze in der Antarktis, die von Admiral Richard E. Byrd organisiert wurde.
1957 wurde Austin Kurator an der Vogelabteilung des Florida Museum of Natural History in Gainesville, deren Sammlung er bis 1963 von 1800 auf über 17.500 Exemplare ausbaute. Nach seiner Pensionierung schenkte er dem Museum seine umfangreiche Bücher- und Zeitschriftensammlung. 
1961 erschien Austins Buch Birds of the World, das zu einem weltweiten Bestseller und in sieben Sprachen übersetzt wurde. Die deutsche Ausgabe Die Vögel der Welt kam 1963 in einer Übersetzung von Heinz Wermuth im Verlag Droemer Knaur heraus. Ebenfalls 1961 veröffentlichte er Water and Marsh Birds of the World (deutsch: Wasser- und Watvögel der Welt), das von Arthur B. Singer illustriert wurde.
1968 gab er die letzten drei Bände über die Finken von A. C. Bents Schrift Life Histories of North American Birds heraus. Von 1967 bis 1976 war er Herausgeber der Zeitschrift The Auk der American Ornithologists’ Union und steigerte die Seitenzahl im Vergleich zum vorangegangenen Jahrzehnt um ca. 50 Prozent. Im Mai 1977 starb seine erste Frau Elizabeth und im Januar 1978 heiratete er Edythe Rich, eine langjährige Freundin des Paares.